# Pax (banda)
PAX es una banda de hard rock y rock ácido formada a fines de 1969 en Lima. Liderada desde sus inicios por la primera guitarra Pico Ego-Aguirre la banda es precursora del Hard rock en Hispanoamérica, para 1971, al mismo tiempo que las primeras producciones de Black Sabbath y Deep Purple, lanzaron su LP el cual es considerado en la actualidad una joya del rock peruano e hispanoamericano. Tras la dictadura militar de Juan Velasco Alvarado en el Perú la banda se disolvió para luego reagruparse en los 80 , luego de otro receso la banda volvió y en 2008 realizó una presentación junto a Deep Purple en el Estadio Nacional del Perú.

## Historia

### Primera etapa (1969-1975)
A fines de 1969 luego de la separación de Los Nuevos Shain's , Pico Ego Aguirre decidió formar una banda de acuerdo con los sonidos que en momento tenían su auge como The Jimi Hendrix Experience, Deep Purple y Cream, a la cual le pondría el nombre de PAX que en Latín significa Paz. Con una primera guitarra a cargo de él, inicialmente la banda estuvo integrada también por Manuel Montenegro en voz, Jorge Pomar en bajo, Carlos Torres en el bajo y Richard Macedo en batería, quien al poco tiempo se iría con The Mad's a Inglaterra; con esta alineación no se realizó ninguna grabación.
Luego Pico llamó a Mark Aguilar (Slick Aguilar) en el bajo , un norteamericano que estaba por motivos de viaje en el Perú y a Miguel Flores en batería, junto a Pico como primera guitarra y Jaime Orué en voz, sería la alineación con la que el grupo empezaría la grabación de LP.
Durante 1972 tuvieron muchas presentaciones junto a grupos como El Álamo, Tarkus, La Nueva Cosecha, Telegraph Avenue entre otros, con quienes tocaron en el Centro de Lima, Magdalena y Miraflores. Para mediados de ese año el grupo grabaría su LP titulado May god and your will land you and your soul miles away from evil.
Durante sus presentaciones en vivo el baterista Miguel Flores solía presentarse con ponchos y sacos típicos de la sierra de Cusco, Perú; acompañados de tops cubiertos de lentejuelas en un estilo andino glam.
El grupo tuvo mucha popularidad tocando en distintas partes del Perú como Cajamarca, Trujillo, Cusco, Arequipa, Puno, Huancayo y los denominados conos de Lima. Y según algunas testimonios de la época se dice que tuvieron un pequeño altar en el famoso Trocadero del Callao. Pese a que en su momento fueron pedidos en Argentina y España la desorganización y la falta de un manejo profesional a cargo del grupo hizo que no pudieran salir del país.
Para 1973 el bajista Mark Aguilar se enamoró de una norteamericana abandonando el grupo y regresando a EE. UU., sería reemplazado por Rafel Ego-Aguirre. Al poco tiempo Jaime Orué viajaría a Alemania y entraría en su lugar Gerardo Manuel en voz.
En 1974 Gerardo Manuel ofrece llevar a grabar al grupo con la disquera El virrey con él como cantante, Walter La Madrid en el bajo, Freddy Macedo en teclados y Miguel Flores pero este último sufriría un accidente de tránsito lo que lo deja inhabilitado por casi 1 año y lo obliga a dejar la banda, en su lugar entraría Richard "Bimbo" Macedo en batería graban dos 45 r. p. m., "Exorcism" / "Mr. Skin" y "Radar Love"/"Dark rose" volviendo a tener sonar mucho en las radios como Radio Miraflores, Radio Atalaya, Radio Callao, Radio América, Radio 1160, Radio Inca etc.
Al poco tiempo la dictadura y el caos nacional Pico Ego Aguirre decide dejar la banda en "invernación".

### Pax Demonium (1977-1978)
En 1977 la banda hizo algunas presentaciones como Pax Demonium con estilos como el jazz rock y Hard progressive como Mahavishnu Orchestra y Kansas, una de las presentaciones más recordados se llevó a cabo en un concierto de jazz rock y rock progresivo realizado en el Colegio Champagnat, sin embargo las presentaciones eran cada vez menos frecuentes ya que la dictadura de esos años no lo permitía. La banda fue netamente instrumental en su inicio pero luego cambiaría con el ingreso del vocalista Rubén Vásquez, Genaro Gustavo en bajo, Goyo Sabogal en batería, Pico en guitarra y teclados y un violinista, dejando grabaciones inéditas hechas en los estudios de Pico. Al poco tiempo empezaría el auge de la música disco y los medios de difusión prestarían más atención a este nuevo género musical.

### Segunda etapa (1983-1987)
A fines de 1983 el grupo regresa, esta vez Pico Ego Aguirre convocó a Tito Vinatea en voz, Junior Caipo en bajo, Juan Carlos Caipo en teclados y Nicolás Mantani en batería. Al poco tiempo, Tito Vinatea y Junior Caipo salen del grupo, entrando Jorge Mora en la voz y bajo. Con esta alineación la banda empezó a tocar temas en español. Para 1984 la banda era un cuarteto y deciden grabar un nuevo LP, esta vez para el sello Fono Video y usando como estudio de grabaciones los de Sono Radio. La banda graba los temas "Exterminio" que fue compuesto por Pico y Jorge Mora (Coco Silva), y el tema "Radar de amor" que era un cover del grupo Golden Earring que en los 70 el grupo ya había grabado pero esta vez en español. Antes de sacar el 45 r. p. m. con estos dos temas, la banda lanzó por su cuenta el tema "Exterminio" acompañado de un videoclip hecho por alumnos de la Universidad de Lima con lo que la banda volvió a las radios nuevamente y luego el sello Fono Video edita el simple con ambos temas.
En 1986 la disquera quebraría y las cintas matrices son reutilizadas y grabadas encima perdiéndose todos los temas a excepción de los dos que ya habían sido grabados. Luego los derechos pasan a Iempsa quienes reeditan el simple, ese mismo año "Radar de amor" se impone en las radios locales, la banda recibe muy buenas críticas. Luego cuando se hablaba de una grabación en Argentina el tecladista Juan Carlos Caipo deja la banda para formar su propia banda.
Para 1987 la banda era un trío, luego de haber realizado giras en especial en provincia como Cusco, Arequipa, etc; donde eran presentados en exclusiva para las radios del lugar, deciden volver a entrar en una nueva etapa de invernación sin concretar su LP pero teniendo la dicha de que sus dos temas llegaron a sonar bastante en las emisoras limeñas y de provincia donde ocuparon los primeros lugares.

### Retorno a los escenarios (2008-actualidad)

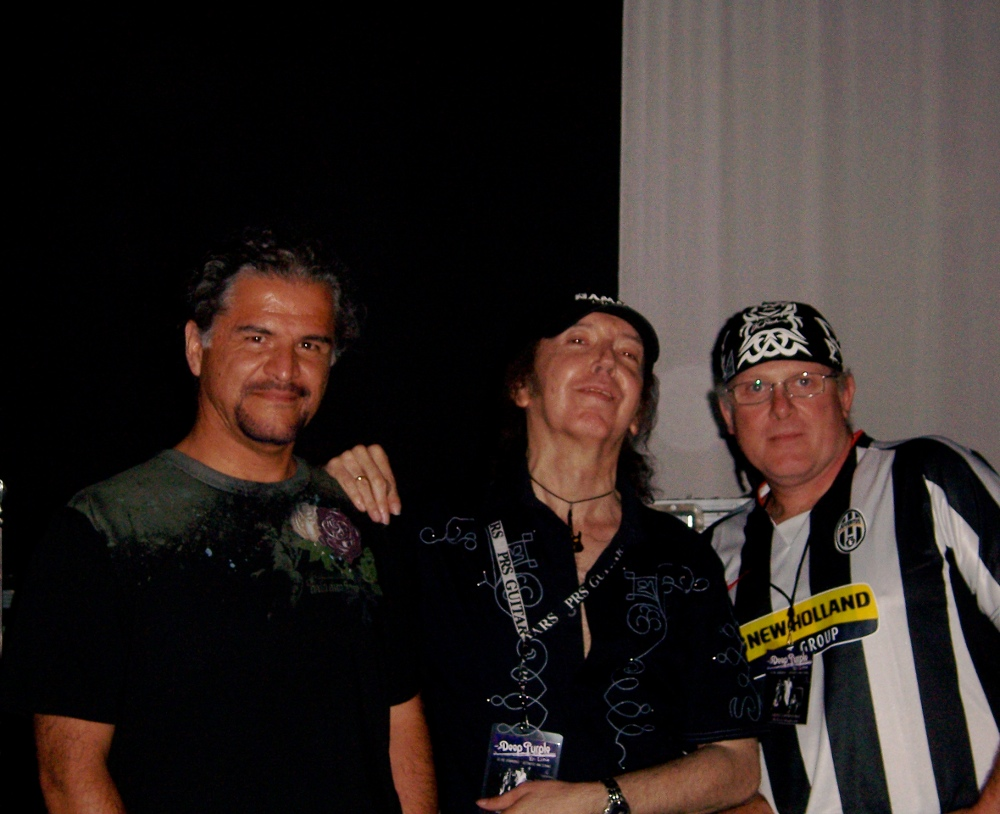
PAX en 2008 momentos previos al concierto donde tocaron con Deep Purple. De izq. a der. Jorge Mora, Pico Ego-Aguirre y Nicolas Mantani.

En febrero del 2008 la banda británica Deep Purple se presentó en Lima, donde ellos fueron elegidos por los representantes del mismo grupo. PAX, que llevaban apenas cuatro meses de renovada actividad, fue la banda que fue convocada a abrir el concierto. Al respecto, Gerardo Manuel y otros reconocidos comentaristas de rock dirían con justa razón: "PAX no será telonero de Deep Purple, PAX va a tocar con Deep Purple",
la banda volvía. Esta vez estaría conformada por Pico Ego Aguirre en primera guitarra, Jorge Mora en voz y bajo y Nicolás Mantani en batería, el tecladista original de Los Shain's (Lynn Stricklin) los acompañaba como músico de apoyo. A pesar de los buenos resultados de aquella noche finalmente no se incluyó a Velasco dentro del grupo puesto que el sonido de PAX siempre fue el de un power trio. La banda cuenta con seguidores alrededor del mundo, que se manifiesta por el hecho de que su primer LP de 1971 haya sido remasterizado, en 2006, por el sello Walhalla WH de Alemania, o por los innumerables comentarios a los videos de PAX en YouTube. Asimismo, existen reseñas en páginas de latitudes tan alejadas como Uzbekistán y muchas otras disqueras de distintas partes del mundo que están reeditando sus discos. La banda goza también del reconocimiento por parte de los fanes europeos de Black Sabbath por su afinidad con el grupo.
El único integrante original de la banda es Pico Ego Aguirre considerado por muchos como la primera guitarra del rock peruano, la banda realiza presentaciones en distintas partes de Lima y se mantiene en actividad, gozando de aquella obra del rock tan adelantada a su tiempo que hicieron a inicios de los 70s.
En noviembre de 2013 realizan un conversatorio organizado por el grupo de coleccionistas de vinilo Vinyl Sound Perú y finalmente un concierto marcando el regreso de PAX con los integrantes originales Miguel Flores, Pacho Orue y Pico.
En enero de 2014 vuelven a realizar una presentación integrantes de la primera y segunda etapa para ayudar a Gerardo Manuel junto a ellos se presentaron Frágil, Rio, integrantes de We All Together entre otros, este evento fue en el Parque de la Exposición.

## Discografía

### Álbum de estudio
- May god and your will land you and your soul miles away from evil (Sono Radio, 1972)

### Sencillos
- Resurrection Of The Sun / Firefly (Sono Radio, 1972)
- Radar Love / Dark Rose (El Virrey, 1974)
- Dark Rose / Smoke On The Water (El Virrey, 1974)
- Exorcismo / Sr Epidermis (El Virrey, 1975)
- Exterminio / Radar de Amor (Fono Video 1984)